# Citice
Citice (Duits: Zieditz) is een gemeente in de Tsjechische regio Karlsbad. De gemeente ligt op 420 meter hoogte aan de rivier Eger, twee kilometer ten zuidwesten van de districtshoofdstad Sokolov. De gemeente bevindt zich aan de noordelijke voet van het natuurgebied Slavkovský les.
Naast het dorp Citice zelf behoort ook het dorp Hlavno tot de gemeente. Citice en Hlavno hebben allebei een spoorwegstation aan de lijn van Sokolov naar Kynšperk nad Ohří.

## Geschiedenis
De eerste schriftelijke vermelding van het dorp, Czyticz genoemd in die tijd, stamt uit het jaar 1360.
Sinds de 19e eeuw wordt er bruinkool gewonnen rond het dorp.
Březová · Bublava · Bukovany · Chlum Svaté Maří · Chodov · Citice · Dasnice · Dolní Nivy · Dolní Rychnov · Habartov · Horní Slavkov · Jindřichovice · Josefov · Kaceřov · Krajková · Královské Poříčí · Kraslice · Krásno · Kynšperk nad Ohří · Libavské Údolí · Loket · Lomnice · Nová Ves · Nové Sedlo · Oloví · Přebuz · Rotava · Rovná · Staré Sedlo · Stříbrná · Svatava · Šabina · Šindelová · Sokolov · Tatrovice · Těšovice · Vintířov · Vřesová